# Łowcy skór (film)
Łowcy skór – polski film sensacyjny z 2003. Nie był dystrybuowany w kinach, został wydany na DVD. Zdjęcia do filmu trwały od 15 maja do 10 lipca 2002 roku. Film wyreżyserował Rafał M. Lipka, który podczas tworzenia filmu był studentem pierwszego roku reżyserii.
Treść filmu swobodnie nawiązuje do autentycznej afery „łowców skór” ujawnionej w styczniu 2002 przez dziennikarzy „Gazety Wyborczej”.

## Opis fabuły
Dwóch dziennikarzy, Marek Piotrowski i Piotr Biernacki mają wspólne hobby – lubią jeździć konno. Podczas jazdy Piotr ulega wypadkowi. Później okazuje się, że zmarł w karetce w drodze do szpitala. Zgon stwierdził doktor Jerzy Nowak. Po utracie przyjaciela Marek szuka przyczyn, dlaczego doszło do takiej tragedii. Dowiaduje się, że kilka tygodni wcześniej Piotr wpadł na trop afery łapówkarskiej w pogotowiu, a w dniu śmierci miał spotkać się z informatorem. Marek idzie na spotkanie z informatorem, lecz ten ucieka. Marek, nie dając za wygraną, prowadzi prywatne śledztwo. Postanawia porozmawiać z właścicielami firmy pogrzebowej, która organizuje pochówki zmarłych w szpitalu. Nikt nie chce jednak z Markiem rozmawiać. Gdy w jego ręce trafia zeszyt z zapiskami Piotra, Marek jest przerażony.

## Obsada
- Tomasz Bednarek – dziennikarz Marek Piotrowski
- Piotr Adamczyk – doktor Andrzej Kwiatkowski
- Sławomir Orzechowski – doktor Jerzy Nowak
- Monika Kwiatkowska – Anka, dziewczyna Marka
- Joanna Benda – Renata Kamińska, właścicielka zakładu pogrzebowego
- Jarosław Boberek – Zenek, pracownik zakładu pogrzebowego Kamińskiej
- Tomasz Ignaczak(inne języki) – kierowca karetki
- Krzysztof Kołbasiuk – dyrektor szpitala, brat Kamińskiej
- Wojciech Olszański – Piotr Biernacki, przyjaciel Marka
- Mieczysław Morański – sanitariusz Zbigniew Ulita
- Ewa Serwa – dyspozytorka Zofia Ulita, żona sanitariusza Ulity
- Barbara Zielińska – matka Piotra
- Maria Klejdysz – staruszka w szpitalu
- Ewa Hornich – dziewczyna w redakcji
- Dorota Ignatjew – pielęgniarka
- Witold Dębicki – redaktor naczelny
- Tomasz Kalczyński(inne języki) – syn staruszki
- Andrzej Kostrzewa – jeździec
- Hubert Kostrzewa – jeździec
- Jacek Suchenek – jeździec
- Karina Baran
- Krystyna Biernawska
- Jolanta Figiel
- Monika Frendl
- Katarzyna Mrowiec
- Monika Neubart
- Małgorzata Ołpińska
- Gabriela Pelc
- Dagmara Przewłocka
- Magdalena Radkiewicz
- Magdalena Wodzyńska
- Małgorzata Wodzyńska
- Jacek Bassa
- Grzegorz Giercuszkiewicz
- Marcin Gliwiński
- Rafał M. Lipka
- Wojciech Miastowski
- Łukasz Rydzewski
- Jerzy Snochowski
- Jacek Stępniak
- Bartosz Wawrzynowicz
- Krzysztof Werkowicz
- Bartosz Wójcicki
- Paweł Wójcicki
- Michał Zbinkowski

Źródło: